# Harmonium Museum (Paasloo)
Het Harmonium Museum is een museum in het Overijsselse dorp Paasloo in de Weerribben dat gewijd is aan harmoniums. Het werd opgericht in 2007 en beschikt over circa 65 harmoniums, waarvan het oudste gebouwd is rond 1850. In het museum krijgt de bezoeker een rondleiding met muzikale begeleiding en uitleg.

## Geschiedenis en achtergrond

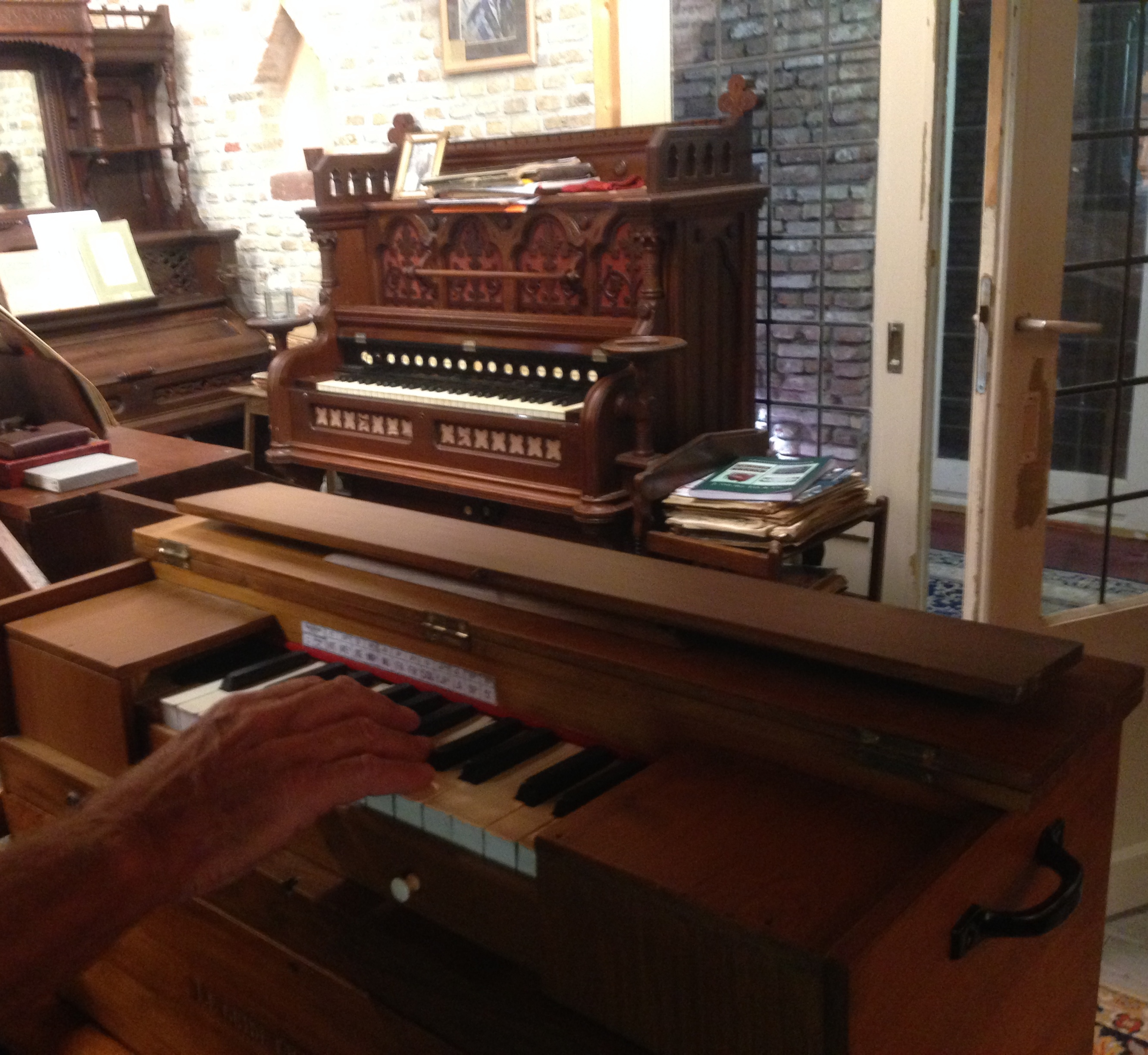
Verstelbare toonhoogte

Het museum werd in 2007 opgericht door Henk Braad en zijn vrouw Marijke aan de achterzijde van hun boerderij; zijn vrouw beheert hier galerie De Horst. Het museum beschikt over twee zaaltjes en een open zolder. De zaaltjes hebben toegangsdeuren met glas-in-lood-ramen en zijn in een Romeinse stijl ingericht met als baksteen Friese geeltjes.
Braad is sinds 1971 orgelmonteur en stemmer van beroep bij een orgelmakerij in Leeuwarden en studeerde van 1981 tot 1986 orgel aan het conservatorium (Stedelijk Muziek Pedagogische Akademie Leeuwarden). Beroepsmatig had hij veel te maken met oude instrumenten en kreeg daardoor geregeld oude harmoniums wanneer mensen ze van de hand wilden doen. Hierna restaureerde hij ze en plaatste ze in de schuur van zijn boerderij. Zijn collectie is inmiddels uitgebreid tot 65 stuks. Ruimte is er niet over waardoor de schenking van een nieuw exemplaar betekent dat een van de andere harmoniums moet wijken.

### Galerie
| Blik in de galerie |
| Blik in de galerie |

De entree is via de galerie 'De Horst' van zijn vrouw Marijke Braad-Koopmans die deze al in 2004 oprichtte. In de jaren zestig had ze een voorbeeld aan haar vader die toen een galerie oprichtte in de bibliotheek van Steenwijk. In de jaren voor haar galerie had ze al verschillende exposities gegeven. Ze begon met schilderen in 1980 en kreeg les van Henk de Jong van de Minerva-kunstacademie in Groningen. Ze haalt veel inspiratie uit de natuur; van beroep was ze boswachter en ze werkte 36 jaar voor Staatsbosbeheer.

## Collectie

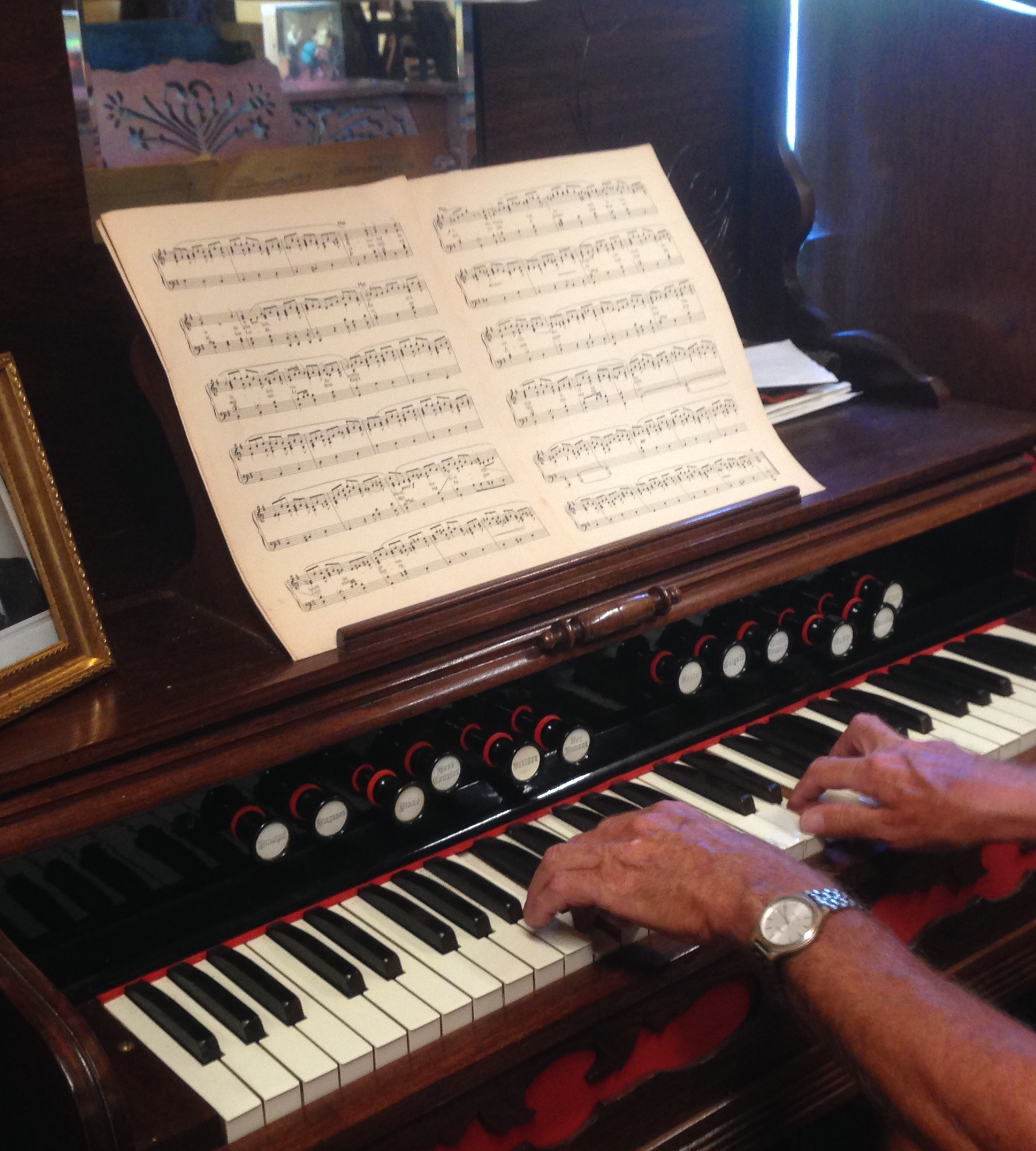
Drukwindharmonium, Parijs, rond 1850

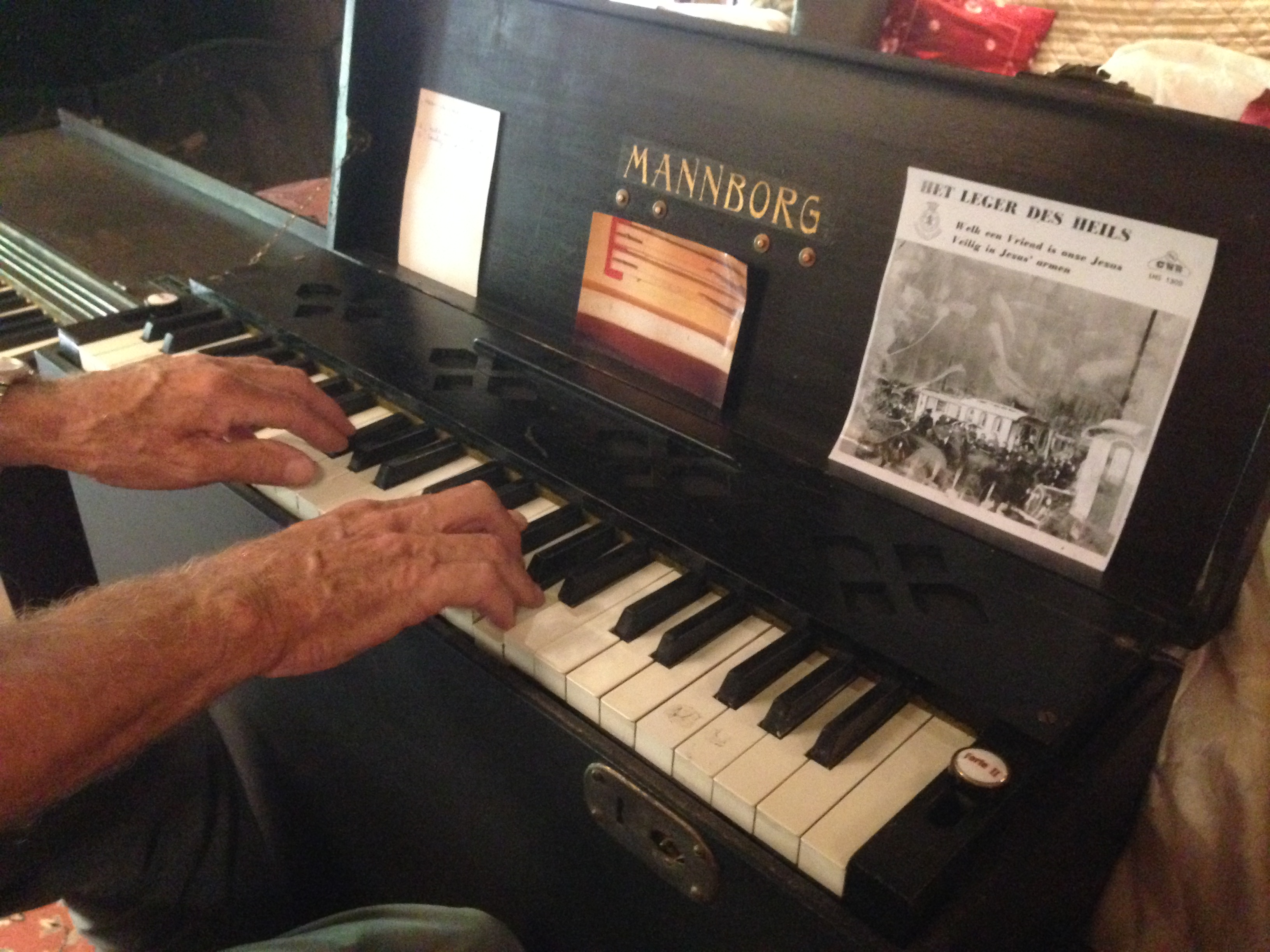
Leger des Heils-exemplaar, ca. 1947

Het oudste instrument in de harmoniumcollectie is een Frans drukwindharmonium dat rond 1850 werd gebouwd. Het harmonium bleef nog ruim honderd jaar een populair muziekinstrument in kerken en huiskamers, vooral van protestantse gezindte. Het jongste harmonium uit de collectie dateert dan ook uit circa 1950, toen harmoniums plaats begonnen te maken voor elektronische orgels. Het gaat om een Mason & Hamlin die afkomstig is uit de kerk van Kalenberg in het midden van de Weerribben.
De drukwindharmoniums in het museum komen uit België en Frankrijk. In de loop van de tijd maakten ze plaats voor zuigwindharmoniums die een zachter geluid voortbrengen. Deze waren vooral afkomstig uit Noord-Amerika en Engeland, maar kwamen ook voor een deel uit Duitsland.
Ook bevinden zich instrumenten in de collectie die uit kerken afkomstig zijn, zoals uit de Jacobikerk in Wommels, de Sint-Martinuskerk in Tzummarum en een groot harmonium met twee klavieren uit de Kerk van Noordwolde (Noordwolde in Weststellingwerf). Een ander instrument was van Jan Jongepier, voorheen muziekleraar aan het conservatorium van Leeuwarden en organist van de Grote Jacobijnerkerk aldaar. Het gaat om een tafelharmonium uit 1859 van Smith American uit Boston die hij destijds zelf uit de Verenigde Staten haalde.

### Pijporgel uit Bakkeveen
Op een open zolderverdieping staat een pijporgel dat rond 1911 is gebouwd. Het orgel werd na de watersnood van 1953 uit de gereformeerde kerk in Stad aan 't Haringvliet op Goeree-Overflakkee verwijderd, omdat verwacht werd dat het onherstelbaar beschadigd zou zijn. Dat bleek later mee te vallen. Het orgel werd eerst opgeslagen en werd na een restauratie in 1963 in de hervormde kerk van Bakkeveen geplaatst. Tijdens de reparatie was er verbazing over het materiaal waarmee was gewerkt. Het orgel bezat bijvoorbeeld sommige pijpen uit het jaar 1780. De bijzondere samenstelling is te danken aan de Gouwse bouwer Van de Meulen. In de praktijk was hij reparateur en stemmer van orgels, waardoor hij veel materiaal in dit pijporgel heeft verwerkt dat hij van andere orgels had overgehouden. In 2012 werd de hervormde kerk verkocht, vanwege de aanstaande fusie met de gereformeerde kerk, en werd het orgel geschonken aan het Harmonium Museum in Paasloo.
|  |  |  |

## Impressie
|  |  |  |

|  |  |  |